# Dimitry Elyashkevich
Dimitry Elyashkevich, född den 23 februari 1975 i Minsk i Vitryssland, har bland annat producerat TV-serien Jackass.